# علي كمال بك
علي كمال بك (بالتركية العثمانية: عَلِي كمال‌ بك) وّلدَ في سنة 1867، وماتَ في 6 تشرين الثاني 1922. كان صحافياً، ومحرر أخبار، وشاعراً، وسياسي لبرالي، تركيٌ عثمانيّ. كان وزير الداخلية لمدة ثلاثة شهور في حكومة محمد فريد باشا (الصدر الأعظم في الدولة العثمانية). اغتيلَ خلال حرب الإستقلال التركية.
إن علي كمال والد زكي كونرلاب، الذي كان سفيراً تركياً في سويسرا، والمملكة المتحدة، وإسبانيا. وهو أيضاً جد (من جهة الأب) كلاً من: الدبلوماسي التركي سليم كونرلاب، والسياسي البريطاني ستانلي جونسون.
ومن خلال ستانلي جونسون، يكون علي كمال الجد الأكبر لبوريس جونسون رئيس الوزراء البريطاني، وجو جونسون (عضوٌ في البرلمان البريطاني عن أوربينغتون)، والصحافية ريتشل جونسون، ورائد الأعمال ليو جونسون.

## الوفاة
في 4 نوفمبر 1922، تم اختطاف كمال من محل حلاقة في فندق توكاتليان في إسطنبول، وتم نقله إلى الجانب الأناضولي من المدينة بواسطة قارب بمحرك في طريقه إلى أنقرة لمحاكمته بتهمة الخيانة. في 6 نوفمبر 1922، تم اعتراض الحزب في إزميد بواسطة الجنرال نور الدين باشا، ثم قائد الجيش الأول، والذي كان متحالفًا مع مصطفى كمال أتاتورك. وتعرض كمال للهجوم والقتل من قبل مجموعة من الضباط شبه العسكريين شكلها نور الدين بالعصي والحجارة والسكاكين، وتم شُنقه علي شجرة. ضربت رأسه بالهراوات ورجم حتى الموت. كما وصف نور الدين شخصياً لرضا نور، الذي كان مع عصمت إينونو في طريقه إلى لوزان للتفاوض على السلام مع الحلفاء، "تم بعد ذلك تم تعليق جسده المغطى بالدم مع نقش على صدره كتب عليه" أرتين كمال ". وتم اعطائه هذا الاسم أرمني لاإهانته.

## الأبناء وأحفاد
أنجب كمال من زوجته البريطانية (عثمان وسلمي) واضطر إلى تركهم إلى جدتهما في إنجلترا بعد وفاة زوجته البريطانية بسبب نقص المال  ، وتبنى ابن كمال وابنته اللذان يعيشان في إنجلترا الاسم الأول لجدتهما الأم جونسون. وبدأ ابنه عثمان أيضًا في استخدام اسمه الأوسط ويلفريد كاسمه الأول. (عثمان) وتزوج يلفريد جونسون تزوج بعد ذلك من إيرين ويليامز وانجب بوريس جونسون الذي أصبح رئيس وزراء المملكة المتحدة في 24 يوليو 2019.
بعد الحرب العالمية الأولى، عادت سلمي ابنة كمال نصف الإنجليزية إلى لقب كمال التركي وحصلت أيضًا على الجنسية التركية. تزوجت من ريجنالد سانت جون باترسبي وخدم ابنهما أنتوني باترسبي في البحرية الملكية، وأصبح مهندسًا معماريًا / مخططًا صحيًا، وأمضى معظم حياته المهنية في العمل كمستشار للصحة العامة للعديد من وكالات الأمم المتحدة.
صبيحة، زوجة كمال الثانية، ذهبت إلى المنفى في سويسرا مع ابنها زكي كونيرالب. الذي عاد إلى تركيا بعد وفاة أتاتورك وتم قبوله - بموافقة شخصية من الرئيس عصمت إينونو - في السلك الدبلوماسي التركي، حيث شغل مرتين منصب وكيل الوزارة الدائم في الستينيات وعمل سفيراً في لندن من عام 1964 إلى عام 1966. مرة أخرى من عام 1966 إلى عام 1972. قُتلت زوجته وشقيقها عندما فتح مسلح مجهول النار على سيارته أثناء عمله سفيراً في مدريد عام 1978. [34]
كتب زكي كونيرالب قصة حياة والده باللغة الإنجليزية لصالح الجانب البريطاني من العائلة. يعيش ابنا زكي سنان وسليم في تركيا. الأول ناشر في إسطنبول والثاني تبع والده في السلك الدبلوماسي.